# لیویو ژان چارلز
لیویو ژان چارلز (انگلیسی: Livio Jean-Charles؛ زادهٔ ۸ نوامبر ۱۹۹۳) بازیکن بسکتبال اهل فرانسه است.
از باشگاه‌هایی که در آن بازی کرده‌است می‌توان به باشگاه بسکتبال مالاگا و آستین توروس اشاره کرد.
وی در مسابقات کشوری و بین‌المللی در مجموع برندهٔ ۱ مدال نقره شده‌است.